# Taça dos Clubes Campeões Europeus de 1960–61
A Taça dos Campeões Europeus 1960–61 foi a sexta edição do principal torneio de clubes da Europa. Desta vez o então pentacampeão Real Madrid foi eliminado pelo maior rival Barcelona na Primeira Fase. Os Catalães chegaram a final, porem foram derrotados pelo Benfica por 3 a 2 em partida disputada no Wankdorf Stadium em Berna, na Suíça. Foi o primeiro título do clube português que se qualificou para disputa da Copa Intercontinental contra o Peñarol do Uruguai campeão da Taça Libertadores da América.

## Fase preliminar
O sorteio para a rodada preliminar ocorreu na sede da UEFA em Paris, na França, em 7 de julho de 1960. Como atual campeão, o Real Madrid só entra na próxima fase, as restantes 27 equipes foram agrupadas geograficamente em três potes. A primeira equipe sorteada em cada pote também recebeu o direto de entrar na próxima fase, enquanto os restantes clubes disputavam a rodada preliminar em setembro.
|           | Pote 1 Norte da Europa                                                                      | Pote 2 Europa Ocidental                                                       | Pote 3 Europa Oriental                                                    |
| --------- | ------------------------------------------------------------------------------------------- | ----------------------------------------------------------------------------- | ------------------------------------------------------------------------- |
| Sorteados | Irlanda do Norte Alemanha Oriental Polônia Noruega Finlândia Suécia Dinamarca Países Baixos | França República da Irlanda Bélgica Luxemburgo Suíça Escócia Espanha Portugal | Áustria Roménia Bulgária Turquia Checoslováquia Hungria Jugoslávia Itália |
| Byes      | Hamburgo                                                                                    | Burnley                                                                       | Panathinaikos                                                             |

### Esquema
| Fase Preliminar      | Fase Preliminar | Fase Preliminar | Fase Preliminar |  |                 | Primeira Fase      | Primeira Fase | Primeira Fase | Primeira Fase |  |  | Quartos-de-final | Quartos-de-final | Quartos-de-final | Quartos-de-final |  |  | Meias-finais        | Meias-finais | Meias-finais | Meias-finais |  |  | Final        | Final |
|                      |                 |                 |                 |  |                 |                    |               |               |               |  |  |                  |                  |                  |                  |  |  |                     |              |              |              |  |  |              |       |
| Hearts               | 1               | 0               | 1               |  |                 |                    |               |               |               |  |  |                  |                  |                  |                  |  |  |                     |              |              |              |  |  |              |       |
| Benfica              | 2               | 3               | 5               |  |                 | Benfica            | 6             | 1             | 7             |  |  |                  |                  |                  |                  |  |  |                     |              |              |              |  |  |              |       |
| Estrela Vermelha     | 1               | 0               | 1               |  | Újpesti Dózsa   | 2                  | 2             | 4             |               |  |  |                  |                  |                  |                  |  |  |                     |              |              |              |  |  |              |       |
| Újpesti Dózsa        | 2               | 3               | 5               |  |                 |                    |               |               |               |  |  | AGF Aarhus       | 1                | 1                | 2                |  |  |                     |              |              |              |  |  |              |       |
| AGF Aarhus           | 3               | 0               | 3               |  |                 |                    |               |               |               |  |  | Benfica          | 4                | 3                | 7                |  |  |                     |              |              |              |  |  |              |       |
| Legia Varsóvia       | 0               | 1               | 1               |  |                 | AGF Aarhus         | 3             | 1             | 4             |  |  |                  |                  |                  |                  |  |  |                     |              |              |              |  |  |              |       |
| Fredrikstad FK       | 4               | 0               | 4               |  | Fredrikstad FK  | 0                  | 0             | 0             |               |  |  |                  |                  |                  |                  |  |  |                     |              |              |              |  |  |              |       |
| Ajax                 | 3               | 0               | 3               |  |                 |                    |               |               |               |  |  |                  |                  |                  |                  |  |  | Benfica             | 3            | 1            | 4            |  |  |              |       |
| Rapid Viena          | 4               | 0               | 4               |  |                 |                    |               |               |               |  |  |                  |                  |                  |                  |  |  | Rapid Viena         | 0            | 1            | 1            |  |  |              |       |
| Beşiktaş             | 0               | 1               | 1               |  |                 | Rapid Viena (Des.) | 3             | 0             | 3 1           |  |  |                  |                  |                  |                  |  |  |                     |              |              |              |  |  |              |       |
| Glenavon             | -               | -               | -               |  | Karl Marx Stadt | 1                  | 2             | 3 0           |               |  |  |                  |                  |                  |                  |  |  |                     |              |              |              |  |  |              |       |
| Karl Marx Stadt (wo) | -               | -               | -               |  |                 |                    |               |               |               |  |  | Rapid Viena      | 2                | 2                | 4                |  |  |                     |              |              |              |  |  |              |       |
| HIFK                 | 1               | 1               | 2               |  |                 |                    |               |               |               |  |  | IFK Malmö        | 0                | 0                | 0                |  |  |                     |              |              |              |  |  |              |       |
| IFK Malmö            | 3               | 2               | 5               |  |                 | IFK Malmö          | 1             | 1             | 2             |  |  |                  |                  |                  |                  |  |  |                     |              |              |              |  |  |              |       |
| Juventus             | 2               | 1               | 3               |  | CDNA Sofia      | 0                  | 1             | 1             |               |  |  |                  |                  |                  |                  |  |  |                     |              |              |              |  |  |              |       |
| CDNA Sofia           | 0               | 4               | 4               |  |                 |                    |               |               |               |  |  |                  |                  |                  |                  |  |  |                     |              |              |              |  |  | Benfica      | 3     |
| Real Madrid          | -               | -               | -               |  |                 |                    |               |               |               |  |  |                  |                  |                  |                  |  |  |                     |              |              |              |  |  | CF Barcelona | 2     |
| Isento               | -               | -               | -               |  |                 | Real Madrid        | 2             | 1             | 3             |  |  |                  |                  |                  |                  |  |  |                     |              |              |              |  |  |              |       |
| CF Barcelona         | 2               | 3               | 5               |  | CF Barcelona    | 2                  | 2             | 4             |               |  |  |                  |                  |                  |                  |  |  |                     |              |              |              |  |  |              |       |
| Lierse SK            | 0               | 0               | 0               |  |                 |                    |               |               |               |  |  | CF Barcelona     | 4                | 1                | 5                |  |  |                     |              |              |              |  |  |              |       |
| Steaua Bucareste     | -               | -               | -               |  |                 |                    |               |               |               |  |  | Hradec Králové   | 0                | 1                | 1                |  |  |                     |              |              |              |  |  |              |       |
| Hradec Králové (wo)  | -               | -               | -               |  |                 | Hradec Králové     | 1             | 0             | 1             |  |  |                  |                  |                  |                  |  |  |                     |              |              |              |  |  |              |       |
| Panathinaikos        | -               | -               | -               |  | Panathinaikos   | 0                  | 0             | 0             |               |  |  |                  |                  |                  |                  |  |  |                     |              |              |              |  |  |              |       |
| Isento               | -               | -               | -               |  |                 |                    |               |               |               |  |  |                  |                  |                  |                  |  |  | CF Barcelona (Des.) | 1            | 1            | 2 1          |  |  |              |       |
| Burnley              | -               | -               | -               |  |                 |                    |               |               |               |  |  |                  |                  |                  |                  |  |  | Hamburger SV        | 0            | 2            | 2 0          |  |  |              |       |
| Isento               | -               | -               | -               |  |                 | Burnley            | 2             | 2             | 4             |  |  |                  |                  |                  |                  |  |  |                     |              |              |              |  |  |              |       |
| Stade Reims          | 6               | 5               | 11              |  | Stade Reims     | 0                  | 3             | 3             |               |  |  |                  |                  |                  |                  |  |  |                     |              |              |              |  |  |              |       |
| Jeunesse Esch        | 1               | 0               | 1               |  |                 |                    |               |               |               |  |  | Burnley          | 3                | 1                | 4                |  |  |                     |              |              |              |  |  |              |       |
| Limerick FC          | 0               | 2               | 2               |  |                 |                    |               |               |               |  |  | Hamburger SV     | 1                | 4                | 5                |  |  |                     |              |              |              |  |  |              |       |
| BSC Young Boys       | 5               | 4               | 9               |  |                 | BSC Young Boys     | 0             | 3             | 3             |  |  |                  |                  |                  |                  |  |  |                     |              |              |              |  |  |              |       |
| Hamburger SV         | -               | -               | -               |  | Hamburger SV    | 5                  | 3             | 8             |               |  |  |                  |                  |                  |                  |  |  |                     |              |              |              |  |  |              |       |
| Isento               | -               | -               | -               |  |                 |                    |               |               |               |  |  |                  |                  |                  |                  |  |  |                     |              |              |              |  |  |              |       |

O calendário foi decidido pelas equipes envolvidas, com todos os jogos a serem jogados até 30 de setembro.
| Equipe 1         | Total | Equipe 2               | 1.º jogo | 2.º jogo |
| ---------------- | ----- | ---------------------- | -------- | -------- |
| Estrela Vermelha | 1–5   | Újpesti Dózsa          | 1–2      | 0–3      |
| Fredrikstad      | 4–3   | Ajax                   | 4–3      | 0–0      |
| AGF              | 3–1   | Légia Varsóvia         | 3–0      | 0–1      |
| Juventus         | 3–4   | CSKA Sófia             | 2–0      | 1–4      |
| HIFK             | 2–5   | IFK Malmö              | 1–3      | 1–2      |
| Rapid de Viena   | 4–1   | Beşiktaş               | 4–0      | 0–1      |
| Limerick         | 2–9   | Young Boys             | 0–5      | 2–4      |
| Steaua Bucareste | x–wo  | Spartak Hradec Králové | –        | –        |
| Glenavon         | x–wo  | Wismut Karl Marx Stadt | –        | –        |
| Stade de Reims   | 11–1  | Jeunesse Esch          | 6–1      | 5–0      |
| Barcelona        | 5–0   | Lierse                 | 2–0      | 3–0      |
| Hearts           | 1–5   | Benfica                | 1–2      | 0–3      |

¹ O Steaua Bucareste desistiu da competição, e com isso o Spartak Hradec Králové classificou-se para a primeira fase.
² Glenavon desistiu da disputa, e com isso o Erzgebirge Aue classificou-se para a primeira fase.

## Primeira fase
| Equipe 1               | Total | Equipe 2               | 1.º jogo | 2.º jogo |
| ---------------------- | ----- | ---------------------- | -------- | -------- |
| Benfica                | 7–4   | Újpesti Dózsa          | 6–2      | 1–2      |
| AGF                    | 4–0   | Fredrikstad            | 3–0      | 1–0      |
| Rapid de Viena         | 3–3¹  | Wismut Karl Marx Stadt | 3–1      | 0–2      |
| IFK Malmö              | 2–1   | CSKA Sófia             | 1–0      | 1–1      |
| Real Madrid            | 3-4   | Barcelona              | 2-2      | 1-2      |
| Spartak Hradec Králové | 1–0   | Panathinaikos          | 1–0      | 0–0      |
| Burnley                | 4–3   | Stade de Reims         | 2–0      | 2–3      |
| Young Boys             | 3–8   | Hamburgo               | 0–5      | 3–3      |

¹ Rapid Wien venceu o Wismut Karl Marx Stadt por 1–0 na partida decisiva.

## Quartas-de-final
| Equipe 1       | Total | Equipe 2               | 1.º jogo | 2.º jogo |
| -------------- | ----- | ---------------------- | -------- | -------- |
| AGF            | 2–7   | Benfica                | 1–4      | 1–3      |
| Rapid de Viena | 4–0   | IFK Malmö              | 2–0      | 2–0      |
| Barcelona      | 5–1   | Spartak Hradec Králové | 4–0      | 1–1      |
| Burnley        | 4–5   | Hamburgo               | 3–1      | 1–4      |

### Jogos de ida
| 8 de Março de 1961 | Benfica                                  | 3 – 1  | AGF         | Estádio da Luz, Lisboa                  |
|                    | Águas 20', 60' · José Augusto 50' (pen.) | Report | Amdisen 52' | Público: 65,000 Árbitro: Maurice Guigue |

| 22 de Março de 1961 | Rapid de Viena            | 2 – 0  | IFK Malmö | Praterstadion, Viena                    |
|                     | Dienst 44' · Bertalan 87' | Report |           | Público: 12,000 Árbitro: Marian Koczner |

| 8 de Março de 1961 | Barcelona                                          | 4 – 0  | Spartak Hradec Králové | Camp Nou, Barcelona                     |
|                    | Tejada 11', 64' · Evaristo 39' · Kubala 90' (pen.) | Report |                        | Público: 70,000 Árbitro: Giuseppe Adami |

| 18 de Janeiro de 1961 | Burnley                         | 3 – 1  | Hamburgo   | Turf Moor, Burnley                     |
|                       | Pilkington 8', 60' · Robson 74' | Report | Dörfel 76' | Público: 46,237 Árbitro: Tage Sørensen |

### Jogos de volta
| 30 de Março de 1961 | AGF                | 1 – 4  | Benfica                                        | Ceres Park & Arena, Århus            |
|                     | Germano 77' (o.g.) | Report | José Augusto 2', 42' · Águas 32' · Santana 81' | Público: 22,000 Árbitro: Marcel Bois |

O Benfica ganhou 7-2 no total.
| 3 de Abril de 1961 | IFK Malmö | 0 – 2  | Rapid de Viena            | Malmö Stadion, Malmö                           |
|                    |           | Report | Bertalan 39' · Flögel 83' | Público: 46,237 Árbitro: Wlodzimierz Storoniak |

Rapid Wien ganhou 4-0 no total
| 15 de Março de 1961 | Spartak Hradec Králové | 1 – 1  | Barcelona       | Strahov Stadium, Praga                     |
|                     | Zikán 33'              | Report | Luis Suárez 24' | Público: 45,000 Árbitro: Concetto Lo Bello |

O Barcelona ganhou 5-1 no total.
| 15 de Março de 1961 | Hamburgo                                  | 4 – 1  | Burnley    | Volksparkstadion, Hamburgo            |
|                     | Stürmer 8' · Seeler 41', 75' · Dörfel 56' | Report | Harris 55' | Público: 47,000 Árbitro: Aage Poulsen |

Hamburgo ganhou 5-4 no agregado.

## Semifinais
| Equipe 1  | Total | Equipe 2       | 1.º jogo | 2.º jogo |
| --------- | ----- | -------------- | -------- | -------- |
| Benfica   | 4–1   | Rapid de Viena | 3–0      | 1–1      |
| Barcelona | 2–2¹  | Hamburgo       | 1–0      | 1–2      |

¹ Barcelona venceu o Hamburgo por 1–0 na partida decisiva.

### Jogos de ida
| 26 de Abril de 1961 | Benfica                            | 3 – 0  | Rapid de Viena | Estádio da Luz, Lisboa                |
|                     | Coluna 15' · Águas 25' · Cavém 63' | Report |                | Público: 65,000 Árbitro: Kevin Howley |

| 12 de Abril de 1961 | Barcelona    | 1 – 0  | Hamburgo | Camp Nou, Barcelona                        |
|                     | Evaristo 46' | Report |          | Público: 48,000 Árbitro: Lucien van Nuffel |

### Jogos de volta
| 4 de Maio de 1961 | Rapid de Viena | 1 – 1  | Benfica | Praterstadion, Viena                    |
|                   | Skocik 70'     | Report |         | Público: 63,000 Árbitro: Reginald Leafe |

Jogo abandonado com dois minutos faltando devido a tumultos e invasão de campo.
O Benfica ganhou 4-1 no total.
| 26 de Abril de 1961 | Hamburgo              | 2 – 1  | Barcelona  | Volksparkstadion, Hamburgo             |
|                     | Wulf 59' · Seeler 68' | Report | Kocsis 90' | Público: 71,000 Árbitro: Gérard Versyp |

Hamburgo 2-2 Barcelona no agregado

### Playoffs
| 3 de Maio de 1961 | Barcelona    | 1 – 0  | Hamburgo | Estádio Rei Balduíno, Bruxelas         |
|                   | Evaristo 43' | Report |          | Público: 44,000 Árbitro: Tage Sørensen |

## Final
A final foi disputada em 31 de maio de 1961 no Wankdorf Stadium em Berna na Suíça.
| 31 de maio de 1961 | Benfica                                              | 3 – 2 | Barcelona               | Wankdorf Stadium, Berna                       |
|                    | Águas 30' · Antoni Ramallets (o.g.) 32' · Coluna 50' |       | Kocsis 20' · Czibor 75' | Público: 33 000 Árbitro: SUI Gottfried Dienst |

## Premiação
| Taça dos Clubes Campeões Europeus de 1960–61 |
| Portugal                                     |
| -------------------------------------------- |
| Benfica Campeão (1º título)                  |

## Artilheiros
| Ranking | Nome                  | Time          | Gols |
| ------- | --------------------- | ------------- | ---- |
| 1       | José Águas            | Benfica       | 11   |
| 2       | Evaristo              | Barcelona     | 6    |
| 2       | José Augusto          | Benfica       | 6    |
| 4       | Uwe Seeler            | Hamburgo      | 5    |
| 5       | Santana               | Benfica       | 4    |
| 5       | Klaus Stürmer         | Hamburgo      | 4    |
| 5       | Luis Suárez           | Barcelona     | 4    |
| 8       | John Amdisen          | AGF           | 3    |
| 8       | Mário Coluna          | Benfica       | 3    |
| 8       | Gert Dörfel           | Hamburgo      | 3    |
| 8       | János Göröcs          | Újpesti Dózsa | 3    |
| 8       | Hans Olofsson         | IFK Malmö     | 3    |
| 8       | Jimmy Robson          | Burnley       | 3    |
| 8       | Dominique Rustichelli | Stade Reims   | 3    |
| 8       | Jean Vincent          | Stade Reims   | 3    |